# Plectroscapoides multituberculatus
Plectroscapoides multituberculatus là một loài bọ cánh cứng trong họ Cerambycidae.